# Byl jednou jeden… život
Byl jednou jeden… život (ve francouzském originále Il était une fois… la Vie) je francouzský vzdělávací animovaný televizní seriál z roku 1987, jehož úkolem bylo přístupnou formou zprostředkovat divákům (zejména těm mladším) stavbu a funkce jednotlivých částí lidského těla. Jednotlivé procesy v lidském organizmu představují různé postavičky či mechanismy, plnící mnohé úkoly.
Seriál se řadí k nejúspěšnějším dílům tohoto druhu v historii, dočkal se nadabování a odvysílání v desítkách jazyků, včetně češtiny. Má 26 epizod, jeho tvůrcem byl Albert Barillé, který vytvořil rovněž další seriály z franšízy Byl jednou jeden….

## Seznam dílů
1. Planeta buněk
2. Zrození
3. Tělesná stráž
4. Kostní dřeň
5. Krev
6. Krevní destičky
7. Srdce
8. Dýchání
9. Mozek
10. Neurony
11. Oko
12. Ucho
13. Kůže
14. Ústa a zuby
15. Trávení
16. Játra
17. Ledviny
18. Mízní soustava
19. Kosti a kostra
20. Svaly a tuky
21. Válka s toxiny
22. Očkování
23. Hormony
24. Koloběh života
25. Obnovy a opravy
26. A život jde dál

## České znění
- Pavel Soukup – vypravěč
- Gustav Bubník – kapitán Pierot
- Stanislav Fišer – Maestro
- Michal Pavlata – 1. pomocník Maestra
- Václav Vydra – 2. pomocník Maestra
- Dále účinkovali: Ferdinand Krůta, Jana Altmanová, Ota Jirák, Inka Šecová, Jiří Knot, Miloš Vávra, Ilona Svobodová, Petr Pospíchal, Eva Jiroušková, Jan Hanžlík, Bohuslav Kalva, Václav Kubr, Jiří Prager, Tereza Duchková, Dana Bartáková, Jaroslav Bešice, Miroslav Saic